# Херлесхаузен
Херлесхаузен (нем. Herleshausen) — община в Германии, в земле Гессен. Подчиняется административному округу Кассель. Входит в состав района Верра-Майснер.  Население составляет 2932 человека (на 31 декабря 2010 года). Занимает площадь 59,52 км².
Община подразделяется на 11 сельских округов.